# WNBA Draft 2015
Der WNBA Draft 2015 war die 19. Talentziehung der Women’s National Basketball Association und fand am 16. April 2015 in der Mohegan Sun Arena in Uncasville im US-Bundesstaat Connecticut statt.
Insgesamt wurden in drei Runden 36 Spielerinnen von den WNBA-Franchises ausgewählt. Mit dem First Overall Draft-Pick wählten die Seattle Storm die US-Amerikanerin Jewell Loyd aus. An zweiter Stelle wurde die Schwedin Amanda Zahui B. von den Tulsa Shock und an dritter Stelle die US-Amerikanerin Kaleena Mosqueda-Lewis von den Seattle Storm ausgewählt.

## WNBA Draft

### Runde 1
| Pick | Spielerin              | Nationalität       | WNBA-Mannschaft    | College / Profi-Verein             |
| ---- | ---------------------- | ------------------ | ------------------ | ---------------------------------- |
| 1    | Jewell Loyd            | Vereinigte Staaten | Seattle Storm      | University of Notre Dame           |
| 2    | Amanda Zahui B.        | Schweden           | Tulsa Shock        | University of Minnesota            |
| 3    | Kaleena Mosqueda-Lewis | Vereinigte Staaten | Seattle Storm      | University of Connecticut          |
| 4    | Elizabeth Williams     | Vereinigte Staaten | Connecticut Sun    | Duke University                    |
| 5    | Cheyenne Parker        | Vereinigte Staaten | Chicago Sky        | Middle Tennessee State University  |
| 6    | Dearica Hamby          | Vereinigte Staaten | San Antonio Stars  | Wake Forest University             |
| 7    | Crystal Bradford       | Vereinigte Staaten | Los Angeles Sparks | Central Michigan University        |
| 8    | Ally Malott            | Vereinigte Staaten | Washington Mystics | University of Dayton               |
| 9    | Brittany Boyd          | Vereinigte Staaten | New York Liberty   | University of California, Berkeley |
| 10   | Samantha Logic         | Vereinigte Staaten | Atlanta Dream      | University of Iowa                 |
| 11   | Kiah Stokes            | Vereinigte Staaten | New York Liberty   | University of Connecticut          |
| 12   | Isabelle Harrison      | Vereinigte Staaten | Phoenix Mercury    | University of Tennessee            |

### Runde 2
| Pick | Spielerin        | Nationalität       | WNBA-Mannschaft    | College / Profi-Verein             |
| ---- | ---------------- | ------------------ | ------------------ | ---------------------------------- |
| 13   | Brianna Kiesel   | Vereinigte Staaten | Tulsa Shock        | University of Pittsburgh           |
| 14   | Cierra Burdick   | Vereinigte Staaten | Los Angeles Sparks | University of Tennessee            |
| 15   | Natasha Cloud    | Vereinigte Staaten | Washington Mystics | Saint Joseph’s University          |
| 16   | Reshanda Gray    | Vereinigte Staaten | Minnesota Lynx     | University of California, Berkeley |
| 17   | Betnijah Laney   | Vereinigte Staaten | Chicago Sky        | Rutgers University                 |
| 18   | Alex Harden      | Vereinigte Staaten | Phoenix Mercury    | Wichita State University           |
| 19   | Brittany Hrynko  | Vereinigte Staaten | Connecticut Sun    | DePaul University                  |
| 20   | Vicky McIntyre   | Vereinigte Staaten | Seattle Storm      | Oral Roberts University            |
| 21   | Chelsea Gardner  | Vereinigte Staaten | Indiana Fever      | University of Kansas               |
| 22   | Aleighsa Welch   | Vereinigte Staaten | Chicago Sky        | University of South Carolina       |
| 23   | Amber Orrange    | Vereinigte Staaten | New York Liberty   | Stanford University                |
| 24   | Žofia Hruščáková | Slowakei           | Phoenix Mercury    | Good Angels Košice                 |

### Runde 3
| Pick | Spielerin         | Nationalität            | WNBA-Mannschaft    | College / Profi-Verein          |
| ---- | ----------------- | ----------------------- | ------------------ | ------------------------------- |
| 25   | Mimi Mungedi      | Gabun                   | Tulsa Shock        | University of Nevada            |
| 26   | Nneka Enemkpali   | Vereinigte Staaten      | Seattle Storm      | University of Texas at Austin   |
| 27   | Laurin Mincy      | Vereinigte Staaten      | New York Liberty   | University of Maryland          |
| 28   | Michala Johnson   | Vereinigte Staaten      | New York Liberty   | University of Wisconsin–Madison |
| 29   | Ariel Massengale  | Vereinigte Staaten      | Atlanta Dream      | University of Tennessee         |
| 30   | Dragana Stanković | Serbien                 | San Antonio Stars  | Sopron Basket                   |
| 31   | Andrea Hoover     | Vereinigte Staaten      | Los Angeles Sparks | University of Dayton            |
| 32   | Marica Gajić      | Bosnien und Herzegowina | Washington Mystics | ŽKK Celje                       |
| 33   | Nikki Moody       | Vereinigte Staaten      | San Antonio Stars  | Iowa State University           |
| 34   | Lauren Okafor     | Vereinigte Staaten      | Atlanta Dream      | James Madison University        |
| 35   | Shae Kelley       | Vereinigte Staaten      | Minnesota Lynx     | University of Minnesota         |
| 36   | Promise Amukamara | Nigeria                 | Phoenix Mercury    | Arizona State University        |